# Hojení
Hojení řídč. cikatrizace je proces, při kterém kůže nebo jiná tělesná tkáň opravuje sama sebe po traumatu. Ve zdravé tkáni epidermis a dermis vytvářejí ochranou bariéru od okolního prostředí. V případě porušení této ochrany počne řízená kaskáda biochemických změn vedoucí k nápravě poškození. Hojení se skládá z několika postupných kroků: hemostáza nebo srážení krve, tvorby zánětu, migrace a proliferace buněk a remodelace tkáně maturace). Srážení krve je někdy považována za součást zánětu.